# Cemitério dos Degolados
O Cemitério dos Degolados é uma necrópole com função de registro histórico. Localiza-se na comunidade de Pedro Paiva, interior de Santo Augusto. Possui cerca de oito túmulos, com aproximadamente vinte corpos sepultados, a maioria católicos. Por sua importância histórica, o Cemitério dos Degolados é considerado uma atração turística, constando no roteiro cultural da cidade. Apresenta um Memorial inaugurado no dia 29 de janeiro de 2015.

## História
O Cemitério dos Degolados foi criado pela Lei Municipal nº 844 de 25 de maio de 1989. Foi inaugurado para enterrar pessoas mortas e degoladas durante um conflito no ano de 1923 (ou 1924) que envolveu todo o Rio Grande do Sul. Este conflito reuniu dois grupos políticos denominados Chimangos e Maragatos e durou 324 dias.
Entre 1923 e 1924, alguns "piquetes" (grupos de pessoas) se formavam em toda a região. Em Santo Augusto, os mais destacados piquetes foram o do Cardoso, dos Marianos e dos Miquerinos. O governador do Rio Grande do Sul na época era Borges de Medeiros e o presidente da República, Arthur Bernardes. 
Em geral, os recrutados para formar os piquetes não tinham uma ideologia política, ou partido, apenas seguiam o líder local, seu compadre, na maioria dos casos. 

## Como surgiu o Cemitérios dos Degolados
Foi no ano de 1923, outros dizem que foi em 1924. O combate começou pelas nove ou dez horas da manhã, no interior do município de Santo Augusto, no Distrito de Pedro Paiva.

### Distrito de Pedro Paiva
Parte da área onde está a sede do Distrito de Paiva foi uma área concedida para Pedro Paiva, onde ele possuiu uma casa comercial e dividiu a área de matos e ervais em colônias que vendeu para famílias de Ajuricaba, onde ele tinha outra casa de comércio. 
As famílias que vieram para essas colônias foram: Mattioni, Fitz, Speroni, Krüger, Galert, Ridner, Farezin, Radin e outros.
Perto da “venda” do Pedro Paiva havia uma lagoa conhecida como Lagoa do Paiva, onde carreteiros, tropeiros, carroceiros, e viajantes costumavam passear ou pousar. Por isso foi um lugar referencial na região, por muito tempo. Com a conservação da estrada, o leito da lagoa foi aterrado, as vertentes sumiram e, hoje, não há mais sinais.

## Na atualidade
Na manhã de 29 de janeiro de 2015, ocorreu a reinauguração do Memorial dos Degolados e a revitalização do Cemitério dos Degolados, ponto turístico de Santo Augusto. Atualmente, não há um plano de manutenção dos túmulos e do Memorial. 

## Sepultados famosos e visitação pública
Ao total, oito mortos no conflito estão enterrados, todos Maragatos, que lutavam contra o governo da época. Eles eram comandados por Carlos Cardoso. 
Foram enterrados no Cemitério dos Degolados: Tenente João Dentista, o menino negro, Jovino Rolim que foi morto pelo irmão, o Tenente Froylan Rolim do grupo contrário. 
Os mortos foram sepultados pelo Tio Pequeno ou Tio Castro e pelas mulheres e crianças da vizinhança, pois os homens estavam na revolução ou escondidos nos matos para escaparem dos recrutadores. 
Para sepultar os degolados, aproveitaram a vala de um carreiro que foi alargada pelo Tio Castro, e na qual puseram os oitos mortos, sem caixão, velório ou outra formalidade que não o “Terço das Incelências (Excelências) rezado por Benedito de Castro, que era Capelão. 

## Memorial dos Degolados
O "Memorial dos Degolados" apresenta placas que descrevem aspectos da história do conflito no Rio Grande do Sul e destaca o episódio sangrento que ocorreu no final de 1923. 